# Vince Gallagher
Vincent Joseph "Vince" Gallagher, Jr. (født 30. april 1899 i Brooklyn, New York, død 27. juni 1983) var en amerikansk roer, olympisk guldvinder og søofficer.

## Rokarriere
Gallagher kom på det amerikanske flådeakademi i Annapolis i 1919 og begyndte at ro her. Han havde ikke tidligere erfaring med denne sport, men lærte hurtigt, og han kom med i akademiets otter, der blev udtaget til OL 1920 i Antwerpen. Resten af besætningen bestod af Virgil Jacomini, Ed Graves, Bill Jordan, Ed Moore, Zeke Sanborn, Don Johnston, Clyde King og styrmand Sherm Clark, og amerikanerne vandt deres indledende heat og semifinalen sikkert. I finalen mødte de den britiske båd, der ligeledes var gået ret sikkert til finalen, og efter at briterne var startet bedst og havde en klar føring midtvejs, men med 300 m tilbage satte amerikanerne deres sprint ind og indhentede briterne med 50 m tilbage og vandt med under et sekunds forspring.
Gallagher forblev en del af akademiets otter de følgende år og var med til at vinde de intercollegiale mesterskaber i 1921 og 1922.

## Videre karriere
Han fik en karriere i den amerikanske flåde, hvorfra han blev pensioneret i 1957 med en rang af kommandør.

## OL-medaljer
- 1920:  Guld i otter